# Martin-Luther-Kirche (Hebenshausen)

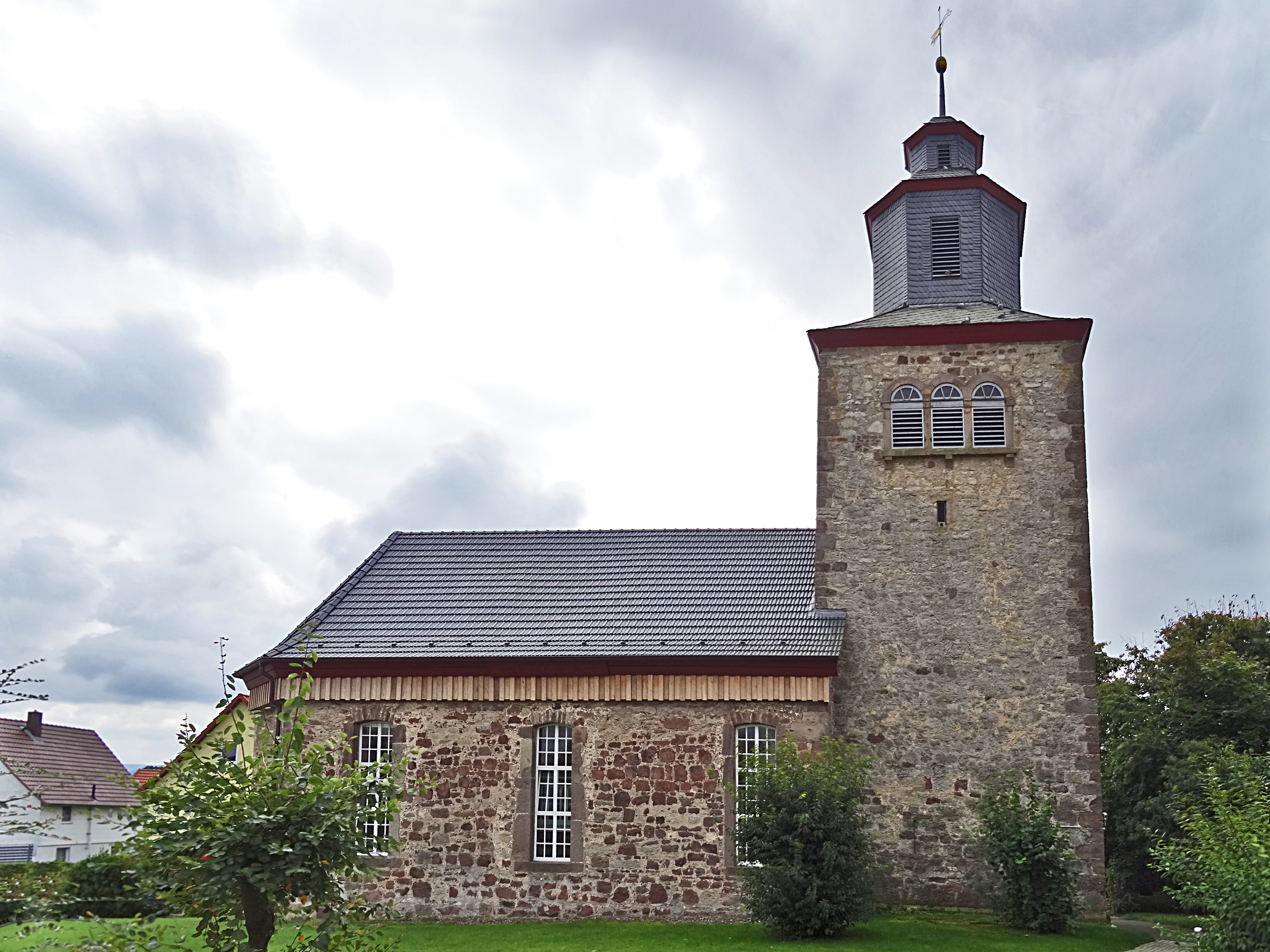
Martin-Luther-Kirche

Die evangelische Martin-Luther-Kirche ist ein denkmalgeschütztes Kirchengebäude, das im Ortsteil Hebenshausen der Gemeinde Neu-Eichenberg im Werra-Meißner-Kreis (Hessen) steht. Die Kirchengemeinde gehört zum Kirchenkreis Werra-Meißner im Sprengel Kassel der Evangelischen Kirche von Kurhessen-Waldeck.

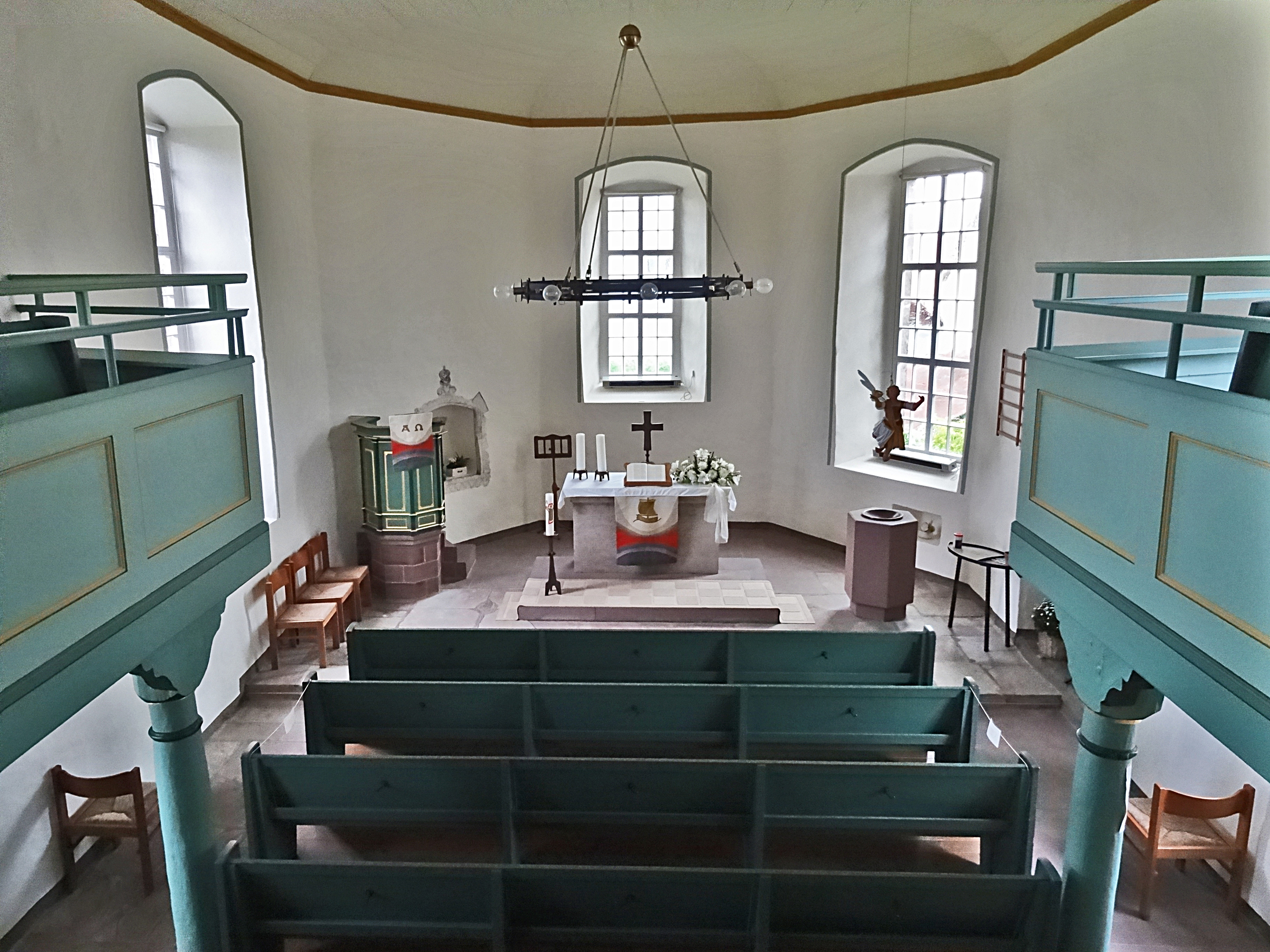
Innenansicht

## Beschreibung
Der Kirchturm aus Bruchsteinen mit Ecksteinen im Westen gehörte zu einer Wehrkirche, die um 1400 gebaut wurde. Sein Erdgeschoss ist mit einem Kreuzrippengewölbe überspannt, das auf Konsolen an den Wänden ruht. Die dreiteiligen Klangarkaden im bruchsteinernen Teil des Turms sowie der achteckige schiefergedeckte Aufsatz, der mit einer  Laterne bekrönten Haube bedeckt ist, gehen auf Planungen von Johann Friedrich Matthei aus dem Jahr 1831 zurück. Auf dem Turm folgt das 1773 gebaute Kirchenschiff, an das sich im Ostern ein dreiseitig geschlossener Chor anschließt. 

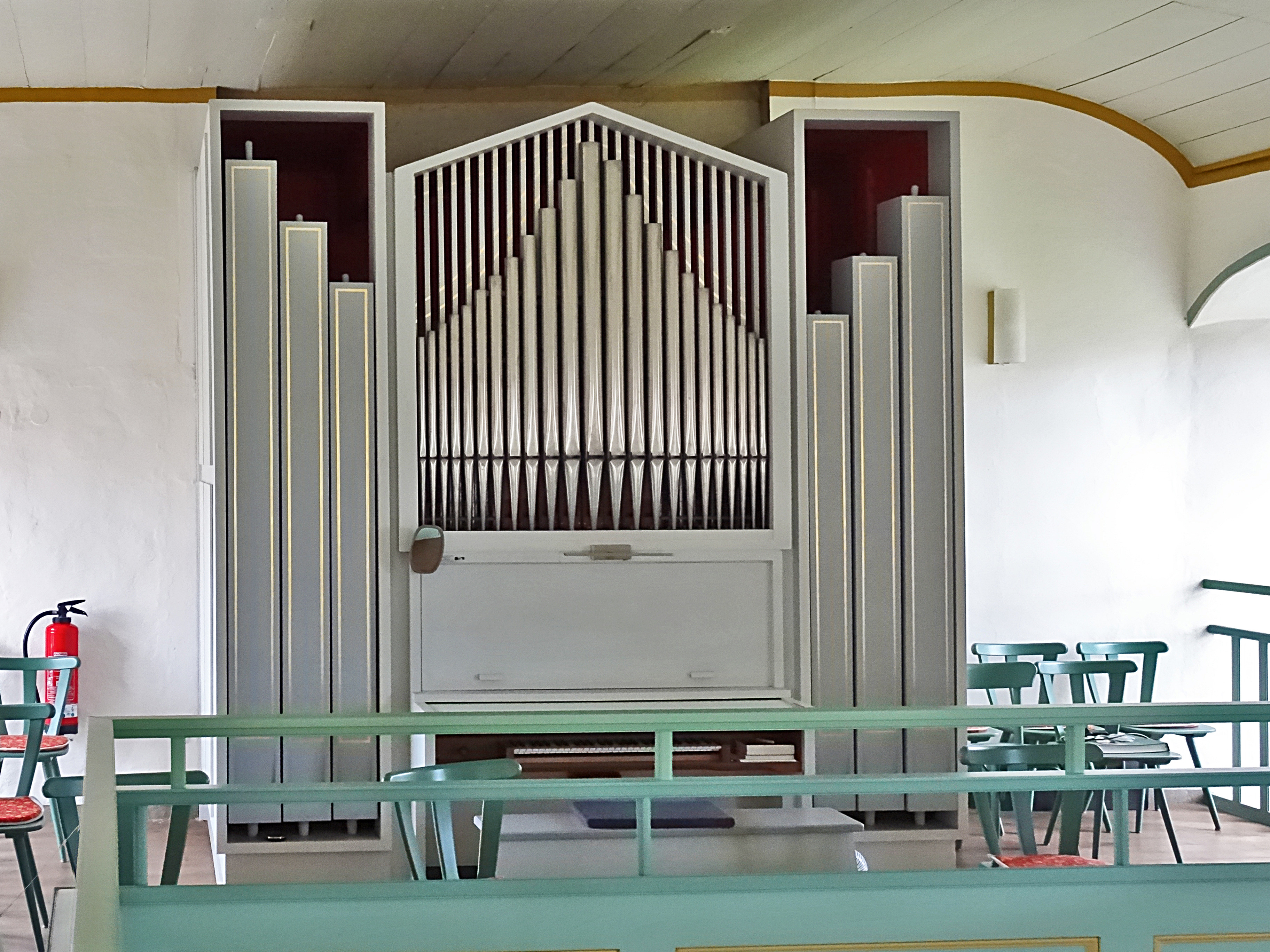
Heyder-Orgel

Der Innenraum des Kirchenschiffs, der keine direkte Verbindung zum Turm hat, ist mit einem Muldengewölbe überspannt. Die Emporen befinden sich an drei Seiten. Zur Kirchenausstattung gehören u. a. ein Sakramentshaus sowie ein hölzerner Taufengel aus dem ersten Viertel des 18. Jahrhunderts.